# Andrea Rauch
Andrea Vidal Rauch (* 18. Januar 1939; † 29. Juni 2013) war ein Schweizer Brigadier. Er war von 1991 bis 1997 Kommandant der Festungsbrigade 23 der Schweizer Armee.

## Leben
Im Verlauf seiner Karriere als Instruktionsoffizier der Schweizer Armee leitete er unter anderem die Schiessschule der Artillerie in Bière sowie die Artillerie-Rekrutenschule Monte Ceneri. Vor seiner Funktion als Kommandant der Festungsbrigade 23 war er verantwortlich für die Festungsanlage Foppa Grande am Gotthard und letzter Kommandant dieses Artilleriewerks. Nach seiner Pensionierung auf Ende 1997 engagierte er sich in diversen Projekten und Vereinen zum Erhalt der Festungen am Gotthard.